# Heinz Felfe
Heinz Felfe (18 mars 1918 à Dresde, royaume de Saxe - 8 mai 2008 à Berlin) était un ancien Obersturmführer SS, qui après la Seconde Guerre mondiale, a travaillé pour le service de renseignement ouest-allemand, avant d'être démasqué comme espion soviétique puis arrêté.

## Biographie
Felfe était mécanicien de précision. En 1931, il adhère aux Jeunesses hitlériennes et en 1936 s'engage dans la SS. En 1939, il devient garde du corps pour des dignitaires du parti nazi au sein du Reichssicherheitshauptamt (RSHA). C'est là qu'il est formé comme agent secret.
En 1943, il entre dans le SD, service de sécurité de la SS et devient en août 1943, chef d'unité en Suisse, affecté au bureau de l'Amt VI du RSHA (SD-Ausland, soit les renseignements extérieurs). Il y est chargé, entre autres, de changer des fausses livres sterling. En 1944, il est promu Obersturmführer et muté aux Pays-Bas.

### Après 1945
Capturé par les Canadiens aux Pays-Bas, Felfe est prisonnier de guerre britannique jusqu'en 1946. En octobre 1946, il est libéré afin de travailler pour le MI6 à Münster ainsi qu'au 6e Bureau régional de renseignement à Cologne. Il rapporte des informations, entre autres, sur les activités communistes à l'université de Cologne, mais il est relâché au bout de deux ans par les Anglais qui le soupçonnaient d'être un agent double. Ensuite, il participe à Bonn, au ministère fédéral des relations inter allemandes d'Allemagne de l'Ouest, aux interrogatoires de policiers est-allemands échappés de la République démocratique allemande. Au printemps 1950, il est recruté par le KGB (son pseudonyme est « Paul »), et, l'année suivante, travaille pour l'organisation Gehlen, ancêtre du BND allemand.
Ayant transmis quantité d'informations sur l'organisation Gehlen au KGB, il est promu en 1955 responsable du contre-espionnage contre les Soviétiques, répétant l'exploit de Kim Philby au MI6. En juillet 1959, un rapport de la CIA s'inquiète de son train de vie élevé.

### Après 1961
En 1961, Felfe est démasqué en tant qu'espion du KGB et arrêté le 6 novembre 1961. 94 informateurs de l'organisation Gehlen furent donnés par Felfe au KGB, avec leurs codes et moyens de communication.
Bien que le renseignement militaire américain CIC (qui, contrairement à la CIA, était relativement sceptique envers certains anciens SS au service de Gehlen) l'ait placé dès 1953 sur une liste d'éventuels transfuges, c'est un transfuge soviétique qui a conduit la CIA sur la bonne voie. Selon Piekalkiewicz, ce serait le transfuge Anatoli Golitsyne qui, en octobre 1961, aurait fourni les principales informations à la CIA (sans citer de noms). Selon une autre version (Höhne), ce serait un transfuge important du MfS nommé Männel.
Le train de vie de Felfe avait cependant attiré les soupçons de la CIA et même du BND au milieu des années 1950, mais Felfe bénéficiait toujours de la protection de Gehlen. Felfe fut mis sur écoutes téléphoniques et un appel de son contact Hans Clemens (en), qui faisait aussi partie du BND, le trahit. Cet appel recommandait d'accueillir Felfe (« message chiffré de Fritz », Fritz étant le nom de son officier de contact), mais les éléments de preuve nécessaires à une arrestation n'ont été réunis que vers la fin de l'année 1960.
Felfe est condamné en 1963 à quatorze ans de prison (Clemens écope de dix ans). Il retrouve la liberté en 1969 à l'occasion d'un échange contre 21 prisonniers politiques est-allemands, probables agents secrets.
En mars 2008, le FSB, qui a succédé au KGB, l'a félicité pour son 90e anniversaire.

## Dans les médias
- Émission « Rendez-vous avec X » de Patrick Pesnot, France Inter samedi 30/1/2010. « Heinz Felfe le Philby allemand - On l’appelait, non sans une certaine crainte, le « général gris » ! Car l’homme faisait peur, même si, une fois de plus, la légende a eu raison de la réalité (…) »